# Chitty Chitty Bang Bang
Chitty Chitty Bang Bang is een Brits-Amerikaanse muziekfilm uit 1968 van Ken Hughes met in de hoofdrollen Dick Van Dyke, Sally Ann Howes, Adrian Hall en Heather Ripley.
Het scenario van de film is gebaseerd op het kinderboek Chitty Chitty Bang Bang: The Magical Car uit 1964 van de Britse auteur Ian Fleming.
Chitty Chitty Bang Bang kreeg gemengde kritieken en was een financiële teleurstelling voor de producenten. Er kwamen weliswaar veel mensen naar de bioscoop, maar de opbrengst in de bioscopen was 7,8 miljoen terwijl de film, na een ruime budgetoverschrijding, ongeveer 10 miljoen had gekost. Het is echter een mythe dat de film een totale flop was.

## Verhaal
Een oude racewagen wordt na de laatste crash opgekocht door een opkoper in oude metalen en gestald in een verlopen garage. Twee kinderen die in de buurt van de garage wonen, Jeremy en Jemima Potts, spelen graag in de oude auto. Als ze horen dat de opkoper de auto wil omsmelten vanwege het metaal, proberen ze hun vader, Caractacus Potts, over te halen de auto te kopen. Caractacus is een weduwnaar en uitvinder en woont met zijn twee kinderen en zijn vader in een huis dat vol staat met zijn uitvindingen en rommel. Hij heeft echter weinig succes met zijn uitvindingen en geen geld om auto's te kopen.
Als Jeremy en Jemima spijbelen om een oplossing te vinden, worden ze aangetroffen door Truly Scrumptious, de dochter van de rijke snoepfabrikant Lord Scrumptious. Truly brengt de kinderen naar huis en geeft Caractacus een preek over het schoolverzuim van zijn kinderen. Caractacus is boos over de toon van Truly en negeert haar. Als de kinderen blijven aandringen over de aankoop van de auto, besluit Caractacus zijn nieuwste uitvinding, het "tandenfluitsnoepje" te verkopen aan Truly's vader. Het zijn snoepjes waarop je kunt fluiten. Helaas reageren honden beter op het geluid dan mensen en de fabriek van Lord Scrumptious wordt overlopen door de viervoeters. Als Caractacus op de lokale kermis zijn kappersknipmachine demonstreert moet hij vluchten voor zijn boze klanten. Hij verbergt zich tussen de dansers van een musicalgroep en staat plotseling op het toneel. Het dansen van Caractacus is zo succesvol dat hij veel fooien krijgt, hiermee kan hij eindelijk de auto kopen.
Caractacus ziet dat de auto een wrak is en probeert hem te repareren. Hiervoor gebruikt hij allerlei materialen, zoals een oude roeiboot en de kap van de open haard. Uiteindelijk is de auto klaar, maar de motor maakt een vreemd geluid dat klinkt als "Chitty Chitty Bang Bang", wat de bijnaam van het voertuig wordt. Niet lang daarna maakt Caractacus met zijn kinderen en Truly een tochtje naar de kust, waar ze picknicken. Daar begint Caractacus te vertellen over Baron Bomburst van Vulgaria en de kinderen dromen weg…. Het is alsof de vloed opkomt, maar net voordat Chitty in de golven verdwijnt, blijkt de auto te kunnen varen. Als ze terugrijden zien ze hoe opa Potts, de vader van Caractacus, wordt ontvoerd door spionnen van baron Bomburst die Chitty willen stelen. Ze nemen de oude man mee in een luchtschip en worden achtervolgd door Chitty, die ook blijkt te beschikken over vleugels.
Caractacus, Truly en de kinderen achtervolgen het luchtschip van de baron naar Vulgaria. Opa Potts blijkt meegenomen naar het kasteel van de baron. Omdat hij wordt aangezien als de uitvinder van Chitty dwingt de baron hem om een nieuwe auto te bouwen die kan vliegen en varen. Intussen zijn Caractacus en Truly op verkenning gegaan. Het blijkt dat er in Vulgaria geen kinderen op straat te zien zijn. Ze zijn allemaal gevangengenomen door Barones Bomburst, die kinderen haat. Caractacus rent geschrokken terug naar de kinderen, maar het is te laat: de beruchte kindervanger heeft Jeremy en Jemima ontvoerd. Caractacus wordt getroost door de Speelgoedmaker, want hoewel er geen kinderen in het openbaar te zien zijn, wordt er wel speelgoed gemaakt, maar alleen voor de baron. De Speelgoedmaker haat de baron en de barones en heeft geholpen om kinderen te laten onderduiken. Hij wil ook Caractacus en Truly helpen. Samen met de Speelgoedmaker wordt een plan bedacht.
Caractacus en Truly worden vermomd als levensgrote speelgoedpoppen en afgeleverd in het kasteel als cadeaus voor de verjaardag van de baron. Intussen bevrijdt de Speelgoedmaker de kinderen van het dorp en op het juiste moment storten zij zich, onder leiding van Caractacus, op de baron en zijn volgelingen. Het land is vrij van de tirannie. Opa Potts wordt bevrijd uit de kerkers en reist met zijn zoon, Truly en de kinderen terug naar Engeland. Op het strand is het inmiddels avond en het verhaal is uit. Caractacus rijdt met de kinderen en Truly naar huis. Daar treffen ze Lord Scrumptious aan, die zegt dat hij Caractacus rijk zal maken. Het "tandenfluitsnoepje" blijkt namelijk  een groot succes in de dierenwinkels. Caractacus loopt gelijk naar Truly en vraagt haar ten huwelijk; niet lang daarna rijden ze weg in Chitty, die plotseling echt kan vliegen.

## Rolverdeling
| Acteur                  | Personage                           |
| ----------------------- | ----------------------------------- |
| Dick Van Dyke           | Caractacus Potts                    |
| Sally Ann Howes         | Truly Scrumptious                   |
| Adrian Hall             | Jeremy                              |
| Heather Ripley          | Jemima                              |
| Lionel Jeffries         | Opa Potts                           |
| Gert Fröbe              | Baron Bomburst                      |
| Anna Quayle             | Baroness Bomburst                   |
| Benny Hill              | De Speelgoedmaker                   |
| James Robertson Justice | Lord Scrumptious                    |
| Robert Helpmann         | Kindervanger                        |
| Desmond Llewelyn        | Meneer Coggins                      |
| Alexander Doré          | Eerste spion                        |
| Bernard Spear           | Tweede spion                        |
| Peter Arne              | Kapitein van het leger van de baron |
| Victor Maddern          | De Lompen- en metalenman            |
| Arthur Mullard          | Cyril                               |

## Scenario

### Het boek
Schrijver Ian Fleming, beroemd van de reeks boeken die hij schreef rondom de Britse spion James Bond, waagde zich in 1963 aan een kinderboek. Chitty Chitty Bang Bang was gebaseerd op de verhalen die hij vertelde aan zijn zoontje Caspar. Het boek verscheen in 1964 in drie delen bij uitgever Jonathan Cape. De illustraties waren van John Burningham. Fleming liet zich inspireren door een echte racewagen die graaf Louis Zborowski bouwde in Higham Park aan het begin van de jaren twintig van de twintigste eeuw. De auto had de bijnaam Chitty Bang Bang vanwege de motoren die waren gebaseerd op vliegtuigmotoren.

### Roald Dahl
Schrijver Roald Dahl werd door producent Albert Broccoli aangezocht om het scenario te schrijven voor de filmbewerking van het boek van Fleming. Dahl was in de jaren vijftig van de twintigste eeuw doorgebroken met zijn korte verhalen gebundeld in onder andere Kiss Kiss en Someone Like You. Later was hij overgestapt op kinderboeken zoals James and the Giant Peach en Charlie and the Chocolate Factory.
De schrijfstijl van Dahl kenmerkte zich door een grimmige, vaak absurde humor die goed aansloot bij de kindergeest. Daar waar volwassen hun twijfels hadden, daar werd Dahl door kinderen op handen gedragen. Hij zag zichzelf ook als een kind dat nooit volwassen was geworden. Het schrijven van een filmscenario was voor Dahl geen onbekend terrein. In 1966 had Broccoli hem gevraagd om het boek You Only Live Twice van Ian Fleming te bewerken tot een filmscenario. Het boek van Fleming was een van de romans rond de Britse spion James Bond en de vijfde verfilming van de reeks. Broccoli vroeg Dahl of hij de Bondfilms kende, maar Dahl herinnerde zich alleen de film Goldfinger en dan nog alleen de Aston Martin met al zijn gadgets. Broccoli legde daarop de structuur van de Bondfilms uit, een krankzinnige schurk, een complot dat de wereld bedreigt, achtervolgingen en uiteindelijk de eindstrijd in het hoofdkwartier van de schurk. Dahl, die al snel doorhad dat de roman van Fleming hopeloos achterhaald was, schreef daarop zijn eigen versie van You Only Live Twice.

### Een nieuw verhaal
Ook bij het schrijven van het scenario van Chitty Chitty Bang Bang zag Dahl in dat het boek weinig mogelijkheden bood. Hij bewerkte het boek tot een nieuw verhaal en gaf het scenario aan Broccoli. Volgens de biograaf van Dahl (Donald Sturrock, Verhalenverteller, de biografie van Roald Dahl) werd het scenario daarna nog ingrijpend herschreven door regisseur Ken Hughes en scenarist Richard Maibaum. Het is niet meer na te gaan wat nu door Roald Dahl is geschreven en wat door Hughes en Maibaum. Dahl heeft hierover verder gezwegen. Sturrock vermoedt dat elementen als de Kindervanger en de ontvoerde kinderen van Dahl zijn. Ze hebben die grimmige humor uit Dahls kinderboeken.

### Verschillen met het boek
Het scenario verschilt behoorlijk met het boek. In de eerste plaats de tijd. Het boek speelt in 1963, en het scenario heeft 1909 als achtergrond. Dit laatste sluit aan bij een andere succesvolle musicalfilm met Dick Van Dyke, Mary Poppins, een film waaruit nogal wat creatief is "geleend". Het oorspronkelijke verhaal van Fleming gaat ook over Caractacus Pott, de uitvinder, die een oude raceauto redt van de sloop. Pott probeert geld te verdienen door snoepfluitjes te verkopen aan Lord Skrumshus. Net als in de film rijdt Pott naar het strand voor een picknick. Potts is echter geen weduwnaar en zijn vrouw Mimsie rijdt gezellig met de kinderen mee. Wel kan de auto vliegen en varen en dat blijkt handig als de familie Potts een grot vindt waar gangsters explosieven en wapens hebben verborgen. Potts blaast alles op als de kinderen Potts vertellen dat de gangsters de snoepwinkel van Monsieur Bon-Bon in Parijs willen beroven. Ze komen op tijd in de Franse hoofdstad om alles te verhinderen en de familie wordt beloond met het geheime recept voor de wereldberoemde borstplaat van Monsieur Bon-Bon. Aan het filmscenario zijn allerlei elementen toegevoegd zoals de Mary Poppinsachtige heldin Truly Scrumpsious, het land Vulgaria met de baron en barones, het kinderloze dorp en de kindervanger.

## Acteurs
De film Mary Poppins hing als een schaduw over de productie van Chitty Chitty Bang Bang. Albert Broccoli had het schrijversduo de Sherman Brothers, verantwoordelijk voor de liedjes van Mary Poppins, ingehuurd en wilde zowel Dick Van Dyke als Julie Andrews inhuren voor de hoofdrollen. Van Dyke en Andrews waren ook gecast voor de hoofdrollen in Mary Poppins. Van Dyke zei ja, op voorwaarde dat hij geen Engels accent hoefde te gebruiken. Maar Julie Andrews las het scenario en bedankte vervolgens voor de eer. Ze vond haar rol te veel lijken op haar rol in Mary Poppins. Dick Van Dyke zag dit ook in en in een vraaggesprek zei hij dat Chitty Chitty Bang Bang Disney een nederlaag zou toebrengen op het filmtoneel. De Disneystudio was niet blij met de opmerking en Van Dyke zou in de komende jaren niet meer bij deze studio aan de bak komen. Actrice Sally Ann Howes, die veel succes had op in Londen en op Broadway in musicals (onder andere in My Fair Lady waar ze Julie Andrews verving), kreeg de rol van Truly. Lionel Jeffries kreeg de rol van opa Potts, de vader van Caractacus, gespeeld door Dick Van Dyke. Jeffries was zes maanden jonger dan Van Dyke, maar zag er ouder uit. Voor de rol van de Kindervanger werd Robert Helpmann gecast. Helpmann was een bekende balletdanser uit Australië die nog had gewerkt met Anna Pavlova. Komiek Benny Hill was aanvankelijk aangezocht om enige scènes te herschrijven waarin Van Dyke speelde. De acteur was niet tevreden met de dialogen en had om de herschrijving gevraagd. Hill werd vervolgens gecast als de Speelgoedmaker.

## Productie

### Locaties en decors
In het begin van de film zijn de uitvindingen te zien van Caractacus Potts. Ze werden bedacht en in elkaar gezet door Rowland Emett. De opnamen vonden plaats op verschillende locaties in Engeland. De Kempton Waterworks in Hanworth, Middlesex stonden model voor de buitenkant van de Scrumptious Sweet Co. fabriek. Het huis van Lord Scrumptious, Scrumptious Mansion, was Heatherden Hall in de Pinewood Studios in Iver Heath, Buckinghamshire. De molen en de cottage van Potts was Cobstone Windmill in Ibstone, bij Turville, Buckinghamshire, terwijl Russell's Water, in Oxfordshire, model stond voor de eendenvijver. Het strand bij Cap Taillat in St. Tropez, Frankrijk was het decor voor de strandscène, terwijl de vuurtoren en de witte klif werden gefilmd in Beachy Head, East Sussex. Het kasteel Neuschwanstein in Beieren stond model voor het kasteel van Baron Bomburst van Vulgaria. Het dorpje Rothenburg ob der Tauber in Duitsland moest het dorpje in Vulgaria voorstellen. Iver Bridge, in Iver, Buckinghamshire, was de brug waar de spionnen over heen rennen, terwijl de brug waar ze Lord Scrumptious ontvoeren in werkelijkheid Ilmer Bridge, in Ilmer, Buckinghamshire was. De treinscène werd opgenomen bij de The Longmoor Military Railway.

### De auto
De producenten lieten zich voor de bouw van de filmauto Chitty inspireren door de echte modellen uit 1920. Om precies te zijn, op Chitty Bang Bang III die door graaf Louis Zboroswki was bestuurd op de Brooklands racebaan. Er werden in totaal zeven versies geproduceerd voor de film: een wrak, een gerestaureerde versie, een Chitty voor de vliegscènes, en een voor de vaarscènes terwijl de overige drie echt konden rijden en werden gebruikt in andere scènes. De Chitty-versies die konden rijden waren iets meer dan vijf meter lang en wogen twee ton. Ze waren officieel gekeurd en konden gewoon de weg op met het nummerbord GEN 11. 
In een episode van SyFy Channel's Hollywood Treasure uit 2011 zat Dick Van Dyke voor het eerst weer achter het stuur van de echte Chitty. Hij zei toen dat hij de auto na de opnames had kunnen kopen voor 30.000 dollar. In 1973 werd een van de rijdende versies verkocht voor 37.000 dollar. De auto van SyFy Channel stond te koop op eBay voor een miljoen dollar. In dezelfde episode van SyFy werd een veiling gehouden waarbij de auto werd verkocht voor 850.000 dollar. De auto is nu in bezit van Pierre Picton, die ook bij de filmproductie was betrokken.

### Opnamen
De opnames verliepen in een gespannen sfeer. Ken Hughes schaafde voortdurend aan het scenario en was uiteindelijk niet tevreden over het eindresultaat van de productie. Hij had regelmatig ruzie met Dick Van Dyke, die worstelde met een alcoholprobleem en zelf ook niet gelukkig was met de film. Van Dyke was gewend met Disney te werken en vond zowel Hughes als producent Broccoli onmogelijk om mee te werken
Er moest ook het nodige geïmproviseerd worden. Bij de opnamen in Rothenburg ob der Tauber, Duitsland waren geen figuranten ingehuurd, dus werden de oudere bewoners van de stad ingezet, terwijl enige ruiterclubs van de universiteit de soldaten speelden van het leger van Vulgaria. Tijdens de opnamen van de rit van de Kindervanger in Rothenberg werd de koets plotseling omhoog getild door een oneffenheid in de weg. Vlak voordat de koets omsloeg wist acteur Robert Helpmann, een getraind balletdanser, ternauwernood te ontkomen door over de koets te springen. Helpmanns vertolking van de Kindervanger zou later worden uitverkoren als een van de engste personages uit de filmgeschiedenis. De acteur veranderde zijn uiterlijk door zijn bovenste rij valse tanden tijdens de opnamen uit te doen. Niet alleen zag hij er hierdoor enger uit, maar ook zijn stem kreeg een sissend geluid.

## Muziek en dans

### Uitvoering
- Alle muzikale nummer werd gechoreografeerd door Marc Breaux en Dee Dee Wood. Vaak was dit geen eenvoudige klus. Het nummer Toot Sweets  kostte drie weken opnametijd, waarbij 38 dansers, 40 zangers, 85 muzikanten en 100 honden hun medewerking verleenden. Het nummer kenmerkt zich door het gebruik van heel veel verschillende fluiten.
- Me Ol' Bamboo werd uitgevoerd door Dick Van Dyke en een Morris-dansgroep. De xylofoon speelt een belangrijke rol in dit vrolijke dansnummer
- Het nummer Doll on a Music Box dat gelijktijdig wordt gezongen met Truly Scrumptious door Dick Van Dyke en Sally Ann Howes is een contrapunt. Contrapunt bekijkt de muziek horizontaal, in gelijkwaardige stemmen, waarbij wel het verticale aspect van belang is en aan regels gebonden is voor de samenklank der stemmen.

### De Sherman Brothers
Richard en Robert Sherman waren een Amerikaans schrijversduo dat voor een groot aantal Disneyfilms de liedjes heeft geschreven. Een van hun grootste successen was de film Mary Poppins waarvoor ze twee Oscars kregen voor Beste Liedje en Beste filmmuziek. In hun memoires Walt's Time: From Before to Beyond schrijven de broers dat ze weliswaar exclusief onder contract stonden bij Disney, maar dat ze toestemming kregen voor een project buiten de Disneystudio om, en dat was Chitty Chitty Bang Bang. Het project was voor hen minder succesvol. Bij de Oscaruitreiking kregen ze alleen een nominatie voor Beste Liedje (het titelnummer Chitty Chitty Bang Bang). De Oscar ging uiteindelijk naar The Windmills of Your Mind uit de film The Thomas Crown Affair (1968).

### Liedjes
De volgende nummers zijn in de film te horen:
- You Two (Robert B. Sherman/Richard M. Sherman) - Uitgevoerd door Dick Van Dyke, Heather Ripley, en Adrian Hall
- Toot Sweets (Robert B. Sherman/Richard M. Sherman) - Uitgevoerd door Dick Van Dyke en Sally Ann Howes
- Hushabye Mountain (Robert B. Sherman/Richard M. Sherman) - Uitgevoerd door Dick Van Dyke
- Me Ol' Bamboo (Robert B. Sherman/Richard M. Sherman) - Uitgevoerd door Dick Van Dyke en ensemble
- Chitty Chitty Bang Bang (Robert B. Sherman/Richard M. Sherman) - Uitgevoerd door Dick Van Dyke, Heather Ripley, Adrian Hall, en Sally Ann Howes
- Truly Scrumptious (Robert B. Sherman/Richard M. Sherman) - Uitgevoerd door Heather Ripley, Adrian Hall en Sally Ann Howes
- Lovely Lonely Man (Robert B. Sherman/Richard M. Sherman) - Uitgevoerd door Sally Ann Howes
- Posh! (Robert B. Sherman/Richard M. Sherman) - Uitgevoerd door Lionel Jeffries
- The Roses of Success (Robert B. Sherman/Richard M. Sherman) - Uitgevoerd door John Heawood, Michael Darbyshire, Kenneth Waller, Gerald Taylor, Eddie Davis, en Lionel Jeffries
- Chu-Chi Face (Robert B. Sherman/Richard M. Sherman) - Uitgevoerd door Gert Fröbe en Anna Quayle
- Doll On a Music Box/Truly Scrumptious (Robert B. Sherman/Richard M. Sherman) - Uitgevoerd door Sally Ann Howes en Dick Van Dyke
- Blue Devils (Charles Williams)

De nummers Come to the Funfair en Vulgarian National Anthem werden uit de film geknipt.
De liedjes zijn door Harrie Geelen voorzien van een Nederlandse tekst en uitgebracht onder Chitty chitty beng beng op Philips Records, waarvan de titeltrack werd ingezongen door Gerard Cox en Mieke Bos.

## DVD
Chitty Chitty Bang Bang werd diverse keren op VHS uitgebracht en in 1998 voor de eerste keer op dvd, gevolgd door een speciale 2-disc uitvoering in 2003, een "Special Edition". Op 2 november 2010 bracht 20th Century Fox een Blu-ray/dvd-combinatie uit van twee discs met de extra's van de 2003 uitgave en nieuwe featurettes. De versie van 2010 is de eerste uitgave in de originele 2.20:1 Technirama aspect ratio.